# Pike Creek Valley (Delaware)
Pike Creek Valley je naseljeno područje za statističke svrhe u američkoj saveznoj državi Delaver. Prema popisu stanovništva iz 2010. u njemu je živjelo 11.217 stanovnika.